# 農林工学
農林工学（のうりんこうがく）または農林工学系（のうりんこうがくけい）とは、日本の大学農学部や農業高等学校の学科名称や研究組織に使用されている呼称。

## 概要
筑波大学で農林工学系を形成していた。現在の生命環境学群生物資源学類環境工学コースで、この農林工学系は、農学および林学分野における工学的側面を扱う学系として、農林水産業における生産環境基盤の整備及び生産活動、さらには生産された食料（農学）や木材（林学）など生物資源素材の貯蔵、加工、流通に必要な工学分野の研究組織であり、生産基盤システム工学を扱う。
元の発想は明治30年に創設された京都帝国大学において、7番目の学部として1924年（大正13年）に誕生した農学部に、農作園芸学科（後に農学科と改称）・林学科（現在の森林科学科）・農芸化学科の他に、農林工学科・農林生物学科・農林経済学科という農林を冠に付けた学科名の学科を創設。研究方法によって学科を区分する純粋科学的な農学の発展を展望する独自の学風が掲げられていた。このうち農林工学科は農学部創設学科として、農林工学第1講座、農林工学第2講座の2講座をもって設置された。ただしその後は農業工学を専攻する農業工学科（現在の地域環境工学科）となって農業土木系の農業施設工学、かんがい排水学、農地計画学および水利工学の4講座、農業機械学系の農用原動機学、農用作業機械学および農産加工機械学の3講座、合わせて7講座で構成されている。
二級・木造建築士試験受験要領-建築士法第15条第3号の規定による資格者指定学歴要件について、においても、農林工学を修めたもの、として、学歴要件指定を示しており、文部科学省の学科系統分類表-農学：においても、農林工学は残している。現在は改組しているが、鹿児島大学農学部生物環境学科に農林工学講座を設けていた。
島根大学生物資源科学部ではかつて地域開発科学科の生物環境情報工学講座を農林システム工学と呼び、農業工学の専攻を設けていた。2017年度以降は改組して農林生産学科を設置。